# Frane Obilinović
Frane Obilinović je bio poznati hrvatski nogometaš. 

## Profesionalna karijera

### Početak karijere
Profesionalnu karijeru započeo je neuobičajeno kasno. Nakon odrađenog juniorskog staža, punih pet godina nigdje nije nastupao. Nakon trogodišnje pauze zbog ozljede i odsluženja tada dvogodišnjeg vojnog roka, dolazi u redove Splita. Godine 1969. odbio je ponudu Veleža da prijeđe u redove mostarskog kluba.
 U sljedećih nekoliko godina mijenja više klubova. 

### Prvoligaški uspjeh i američki dani
U sezoni 1976./77. dolazi u NK Osijek, tadašnjeg drugoligaša. Skupa s kasnije poznatim igračima Osijeka - Grnjom, braćom Lukačević izborio prvoligaški status. Nakon Osijeka, Obilinović prelazi u redove Solina, gdje u sezoni 1978./79. biva najbolji strijelac tadašnje 2. lige. U toj sezoni Frane je dao oko sto golova sveukupno, u svim utakmicama (prvenstvene, kup, prijateljske). Godine 1980. odlazi u Ameriku, gdje igra za Philadelphia Fever - i tamo često biva igrač utakmice. 

### Najbolji strijelac
Nakon povratka iz Amerike odlazi u sinjskog Junaka, te je i tamo prvi strijelac kluba. Karijeru nastavlja povratkom u Splita, gdje igra još punih sedam sezona. U svakoj od tih sezona Obilinović je bio najbolji strijelac kluba. 

## Zanimljivosti
- Karijeru je okončao 30. siječnja 1988. U čast njemu i još dvojici svojih igrača koji su se također opraštali od aktivne karijere - Milo Nižetić i Stipe Milardović RNK Split je uprilićio prijateljsku nogometnu utakmicu s tadašnjom prvom momčadi Hajduka (1:1).

- Na prijateljskoj utakmici - na prepunom Starom placu - odigranoj 1972. godine između Hajduka i reprezentacije Jugoslavije (0:0), Obilinović - koji je tada igrao za Hajduk - dva puta je pogodio vratnicu. U sutrašnjem izdanju Slobodne Dalmacije izašao je naslov: "Marića spasile vratnice".

- Godine 1973. na Kup utakmici Split - Spartak Subotica 1:0 - također odigranoj na Starom placu - Obilinoviću, iako nije dao gol, Zlatko Juričko - novinar Slobodne Dalmacije, dodijelio je najvišu ocjenu - desetku.

Statistika u Hajduku
| Natjecanje        | Nastupi | Zgoditci |
| ----------------- | ------- | -------- |
| Prvenstvo         | 2       | 0        |
| Kup               | 0       | 0        |
| Superkup          | 0       | 0        |
| Međunarodne       | 0       | 0        |
| Splitski podsavez | 0       | 0        |
| Ukupno            | 2       | 0        |
| Prijateljske      | 10      | 1        |
| Sveukupno         | 12      | 1        |